# Gypsacanthus nelsonii
Gypsacanthus es un género monotípico de plantas con flores perteneciente a la familia Acanthaceae. El género tiene una especie de hierbas: Gypsacanthus nelsonii E.J.Lott, V.Jaram. & Rzed. que es originaria de México.

## Taxonomía
Gypsacanthus nelsonii fue descrita por E.J.Lott, V.Jaram. & Rzed. y publicado en Boletín de la Sociedad Botánica de México 46: 47–51, f. 1–3. 1984[1986].